# Église de l'Assomption-de-la-Très-Sainte-Vierge de Bellac
L'église de l'Assomption-de-la-Très-Sainte-Vierge, ou église Notre-Dame, est une église située à Bellac, en France.

## Description
L'église est un édifice qui combine les styles roman et gothique. Elle possède des colonnes torsadées et un baptistère roman soutenu par trois lions.
L'intérieur de l'église contient de nombreux tableaux, statues et objets religieux.

## Localisation
L'église est située dans le département français de la Haute-Vienne, sur la commune de Bellac.

## Historique
À l'origine, l'église est la chapelle du château des comtes de la Marche et construite au XIIe siècle. Elle est agrandie par une nef à chevet plat et un gros clocher carré au XIVe siècle, puis par deux chapelles latérales au XVe siècle.
Le bâtiment est inscrit au titre des monuments historiques le 6 février 1926.